# Calceolaria pulverulenta
Calceolaria pulverulenta là một loài thực vật có hoa trong họ Calceolariaceae. Loài này được Ruiz & Pav. mô tả khoa học đầu tiên năm 1798.